# Takeover Tour
Takeover Tour (reso graficamente come TAKEØVER TØUR) è il settimo tour del duo musicale statunitense Twenty One Pilots, a supporto del loro sesto album in studio Scaled and Icy.

## Storia
Il 16 giugno 2021, il duo ha annunciato un tour in stile residency show, con più concerti in ciascuna città e in luoghi progressivamente più grandi, dai piccoli club alle arene. Le date inizialmente annunciate prevedevano spettacoli a Denver, Los Angeles, Chicago, Boston e Atlanta, con l'aggiunta successiva di Columbus, città natale di Joseph e Dun. È stata poi anticipata la presenza di una data a Città del Messico, che si è poi tenuta il 21 novembre 2021 in occasione del Corona Capital Festival. Il 23 luglio dello stesso anno, Half Alive, Arrested Youth e Jay Joseph (fratello del cantante del duo Tyler Joseph) sono stati annunciati come artisti d'apertura per le date americane del tour.

## Scaletta
1. Good Day
2. No Chances
3. Stressed Out
4. Migraine / Morph / Holding on to You (medley)
5. Heathens
6. The Outside
7. Message Man
8. Lane Boy
9. Chlorine
10. Mulberry Street
11. Bennie and the Jets (cover del brano di Elton John)
12. Redecorate
13. Jumpsuit
14. Heavydirtysoul
15. Never Take It
16. Formidable / Doubt / Tear in My Heart (medley)
17. I Can See Clearly Now / My Girl / Home (medley; cover dei brani di Johnny Nash, The Temptations e Edward Sharpe and the Magnetic Zeros)
18. House of Gold / We Don't Believe What's on TV
19. Saturday
20. Level of Concern
21. Ride
22. Car Radio
23. Shy Away
24. Trees

## Date
| Data              | Città             | Stato       | Luogo                        | Artista d'apertura        |
| ----------------- | ----------------- | ----------- | ---------------------------- | ------------------------- |
| Nord America      |                   |             |                              |                           |
| 21 settembre 2021 | Denver            | Stati Uniti | Bluebird Theater             | Half Alive Arrested Youth |
| 22 settembre 2021 | Denver            | Stati Uniti | Ogden Theatre                | Half Alive Arrested Youth |
| 23 settembre 2021 | Denver            | Stati Uniti | Mission Ballroom             | Half Alive Arrested Youth |
| 25 settembre 2021 | Denver            | Stati Uniti | Ball Arena                   | Half Alive Arrested Youth |
| 28 settembre 2021 | West Hollywood    | Stati Uniti | Troubadour                   | Half Alive Arrested Youth |
| 29 settembre 2021 | Los Angeles       | Stati Uniti | Wiltern Theatre              | Half Alive Arrested Youth |
| 30 settembre 2021 | Los Angeles       | Stati Uniti | Greek Theatre                | Half Alive Arrested Youth |
| 2 ottobre 2021    | Inglewood         | Stati Uniti | The Forum                    | Half Alive Arrested Youth |
| 12 ottobre 2021   | Chicago           | Stati Uniti | Bottom Lounge                | Half Alive Arrested Youth |
| 13 ottobre 2021   | Chicago           | Stati Uniti | House of Blues Chicago       | Half Alive Arrested Youth |
| 14 ottobre 2021   | Chicago           | Stati Uniti | Aragon Ballroom              | Half Alive Arrested Youth |
| 16 ottobre 2021   | Chicago           | Stati Uniti | United Center                | Half Alive Arrested Youth |
| 18 ottobre 2021   | Boston            | Stati Uniti | Paradise Rock Club           | Half Alive Jay Joseph     |
| 19 ottobre 2021   | Boston            | Stati Uniti | House of Blues Boston        | Half Alive Jay Joseph     |
| 20 ottobre 2021   | Boston            | Stati Uniti | Agganis Arena                | Half Alive Jay Joseph     |
| 23 ottobre 2021   | Boston            | Stati Uniti | TD Garden                    | Half Alive Jay Joseph     |
| 27 ottobre 2021   | Columbus          | Stati Uniti | Nationwide Arena             | Half Alive Jay Joseph     |
| 29 ottobre 2021   | Columbus          | Stati Uniti | Nationwide Arena             | Half Alive Jay Joseph     |
| 30 ottobre 2021   | Columbus          | Stati Uniti | Nationwide Arena             | Half Alive Jay Joseph     |
| 2 novembre 2021   | Atlanta           | Stati Uniti | Center Stage Theater         | Jay Joseph                |
| 3 novembre 2021   | Atlanta           | Stati Uniti | Tabernacle                   | Jay Joseph                |
| 4 novembre 2021   | Atlanta           | Stati Uniti | Coca-Cola Roxy               | Jay Joseph                |
| 6 novembre 2021   | Atlanta           | Stati Uniti | State Farm Arena             | Jay Joseph                |
| 21 novembre 2021  | Città del Messico | Messico     | Autódromo Hermanos Rodríguez | —                         |
| Europa            |                   |             |                              |                           |
| 21 giugno 2022    | Londra            | Regno Unito | Camden Assembly              | —                         |
| 22 giugno 2022    | Londra            | Regno Unito | O2 Shepherd's Bush Empire    | Half Alive                |
| 23 giugno 2022    | Londra            | Regno Unito | O2 Brixton Academy           | Half Alive                |
| 25 giugno 2022    | Londra            | Regno Unito | Wembley Arena                | Half Alive                |